# Maya (góry)

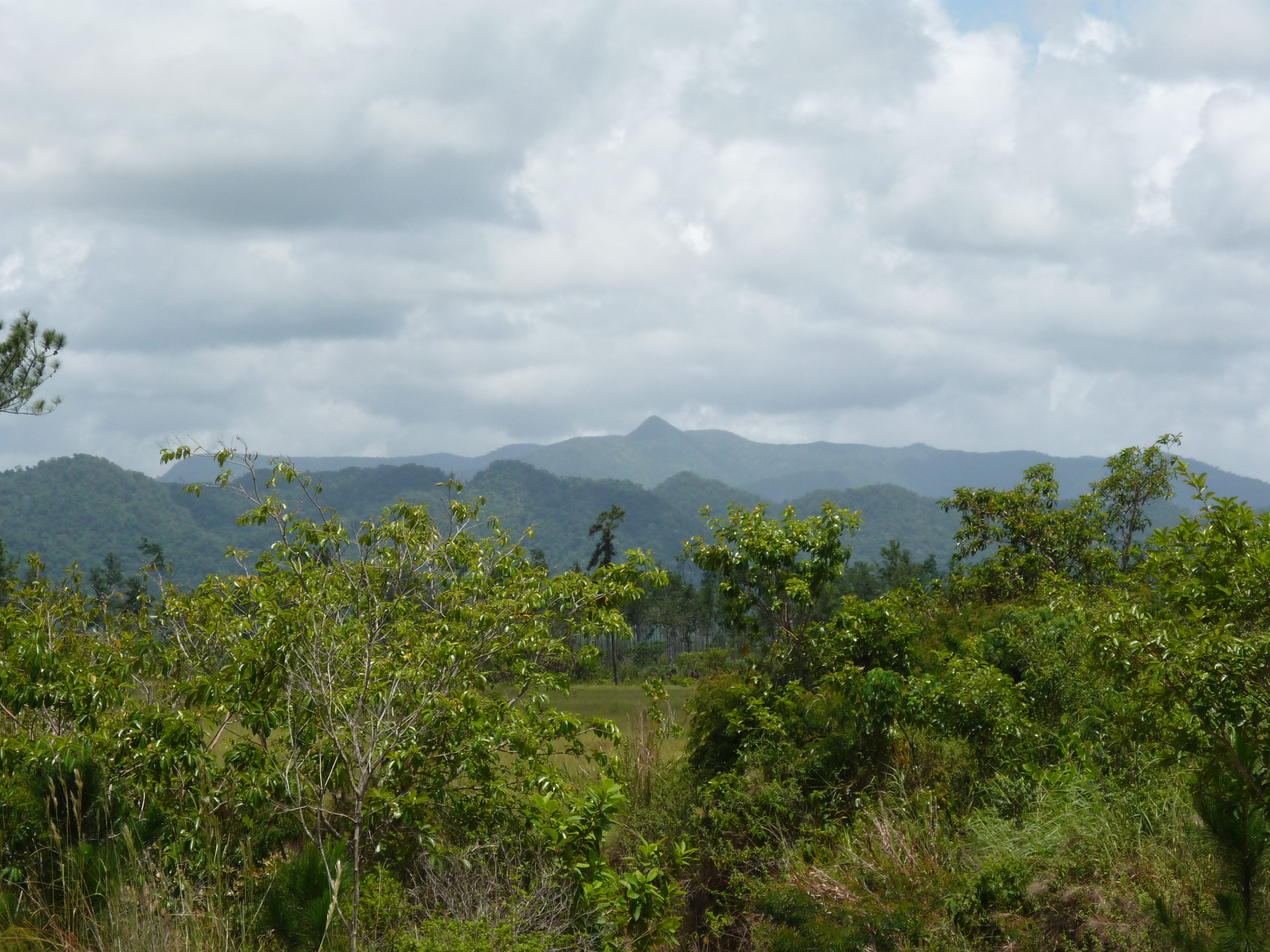
Victoria Peak w Górach Maya

Maya – pasmo górskie w środkowej części Belize i we wschodniej Gwatemali, w południowej części Półwyspu Jukatan, zbudowane ze skał paleozoicznych (granity i skały osadowe) oraz mezozoicznych (wapienie, dolomity i margle). Na terenach wapiennych rozwinęły się zjawiska krasowe. Są silnie pocięte dolinami rzek. Najwyższy szczyt to Doyle’s Delight w Belize – 1124 m n.p.m. Góry porośnięte są wilgotnym lasem równikowym.
Lista szczytów w górach Maya:
- Doyle’s Delight (1124 m)
- Victoria Peak (1122 m)
- Mount Balday (1020 m)
- Balday Sibun (1000 m)
- Richardson Peak (1000 m)
- Mount Mossy (970 m)
- Mount Margaret (940 m)

W górach Maya zachowały się ruiny miast Majów: Lubaantun, Nim Li Punit, Cahal Pech i Chaa Creek.